# Cihuacoatl (naslov)
Cihuacoatl (nahuatl. Cihuacoatl; "žena-zmija"), zamjenik tlatoanija, njegov savjetnik, vojni zapovjednik, sudac i predsjednik Velikog vijeća. Naziv dolazi od imena za astečku božicu Cihuacoatl.
Dužnost i službu cihuacoatla uveo je car Montezuma I., odredivši svog brata Tlacaeleltlzina za neklu vrst svoga pomoćnika i suvladara. Nakon tog doba, smijenjuju se te dvije funkcije, tlatoanija i cihuacoatla sve do propasti Astečkog Carstva i obje se nalaze pod kontrolom iste vladajuće dinastije. Posljednji cihauacoatl bio je 1521. godine Don Juan Velázquez, Tlacaeleltlzinov unuk, kojeg je španjolska kolonijalna uprava ujedno bila proglasila 1525. godine za marionetskog vladara (tlatoanija) Tenochtitlana.